# Silencing the Singing
Silencing the Singing è il terzo EP del gruppo musicale norvegese Ulver, pubblicato nel 2001 dalla Jester Records.

## Edizioni
Verrà riproposto insieme al precedente EP dello stesso anno Silence Teaches You How to Sing con il titolo Teachings in Silence.

## Tracce
1. Darling Didn't We Kill You? – 8:52
2. Speak Dead Speaker – 9:33
3. Not Saved – 10:29